# Dasyatis colarensis
Dasyatis colarensis là một loài cá trong họ dasyatidae, thường xuất hiện ở vùng Bắc Brasil.